# Pteropus niger
Pteropus niger är en däggdjursart som först beskrevs av Kerr 1792.  Pteropus niger ingår i släktet Pteropus och familjen flyghundar. Inga underarter finns listade.
Artepitetet i det vetenskapliga namnet är det latinska ordet niger (svart).

## Utseende
Arten är med en vikt av 380 till 540 g (mått bara från honor) medelstor inom släktet Pteropus. Den har 14,3 till 16,5 cm långa underarmar och en vingspann av cirka 80 cm. Kroppen är täckt av gulbrun päls och ansiktet (förutom nosen) samt stjärten är ljusare än andra kroppsdelar. Pteropus niger saknar liksom andra flyghundar svans och den har stora ögon.

## Utbredning
Denna flyghund förekommer endemisk på Mauritius. Fram till 1800-talet levde den även på Réunion. Arten vistas i skogar i bergstrakter. Individerna vilar i trädens kronor. När de på natten letar efter föda besöker de även trädgårdar och fruktodlingar.

## Ekologi
Individerna bildar vid sovplatsen flockar eller mindre kolonier, ibland med några hundra medlemmar. Pteropus niger är huvudsakligen nattaktiv och den äter främst frukter som kompletteras med några blommor och blad. Frukternas hårda skal och frön sväljas inte utan de spottas ut. På så sätt spelar flyghunden en betydande roll för växternas fröspridning.
Enligt ett fåtal iakttagelser sker parningen i april och den enda ungen föds mellan augusti och november efter 140 till 192 dagar dräktighet. Ungen håller sig under den första tiden fast i moderns päls. Könsmognaden infaller efter 18 till 24 månader.

## Hot
Beståndet hotas av landskapsförändringar, illegal jakt, personer som dödar exemplar som hämtar sin föda från odlingsmark, extrema vädersituationer och konflikt med frihängande elkablar. IUCN kategoriserar arten globalt som starkt hotad.